# Pepelari
Pepelari su  naseljeno mjesto u gradu Zenici, Federacija Bosne i Hercegovine, BiH.

## Zemljopis
Od Zenice su udaljeni 48 km. Nalaze se u podnožju planine Tvrtkovca (1304 m), na nadmorskoj visini od 770 metara nadmorske visine. Od Pepelara prema sjeveru teče Pepelarska rijeka koja nastaje od mnoštva potoka u Pepelarima. Ulijeva se kod Begova Hana u rijeku Bosnu. Rijeku prati lokalna cesta koja kod Begova Hana prelazi rijeku i spaja se na državnu cestu M110/M17. Pepelare okružuju brda Rogatka (jugozapad), Hotanj (sjever) i Tisovac (istok).

## Povijest
Arheološki nije dobro istraženo. U blizini su nađene kamene kugle idealnog oblika. Smatra se da je u srednjovjekovnoj Bosni Tvrtkovac na kojem su Pepelari bio važno strateško uporište za vrijeme vladavine kralja Tvrtka I. Kotromanića.

## Stanovništvo

### 1991.
Nacionalni sastav stanovništva 1991. godine, bio je sljedeći:
- Muslimani - 386 (98,72%)
- Hrvati - 3 (0,77%)
- Srbi - 2 (0,51%)

### 2013.
Nacionalni sastav stanovništva 2013. godine, bio je sljedeći:
ukupno: 236
- Bošnjaci - 222 (94,07%)
- ostali, neopredijeljeni i nepoznato - 14 (5,93%)

## Gospodarstvo
Predjeli su među najljepšima u BiH. Dio su Parka prirode Babina. Selo Pepelari ima status eko i etno sela. Mještani su poznati pčelari.

### Turizam
Omiljeno je izletište za izletnike, rekreativce i ljubitelje prirode iz Zenice i drugih gradova. Ovdje je planinarski dom Dom zdravstvenih radnika kojim upravlja Planinarsko društvo „Tvrtkovac“ iz Zenice. Do Doma se najbrže i najlakše dođe autobusom od Zenice do Sebuja, a odatle se za tri sata laganog hoda i laganog uspona stiže preko Rogatke ili Bistrovca do doma. Može se stići cestom od Begovog Hana do sela u dužini od 9 km. Odatle do doma je još 30 minuta hoda ili automobilom makadamskim putem od Begovog Hana do doma 15 km. Na mjestu gdje je Dom sudaraju se povoljne zračne struje zraka koje jako dobro utječu na zdravlje (popravlja se krvna slika, regulira krvni tlak, srčana aritmija, smanjuje nervozu i stres).

## Flora i fauna
Bogate flore i faune. Predio je bogat lovnom divljači. Pepelari su okruženi živopisnim terenima i gustom borovom šumom, zatim miješanom šumom listopadnog drveća i četinara. Mnogo je gljiva i ljekovitog bilja. Ovdje u zaseoku Barbićima, na 660 metara nadmorske visine, raste 17 metara visoko muško stablo tise (Taxuz bocata) obujma 390 cm na pola metra iznad površine zemlje i žensko stablo tise obujma 483 cm. Oba su stabla za vrijeme SR BiH bila pod zaštitom. Danas imaju prividnu zaštitu i prepušteni su brizi mještana i planinara. Procjenjuje se temeljem obujma stablo ženske tise moglo biti staro oko 3000 godina, pa bi moglo biti i najstarije na svijetu.
Mnoštvo ljudi svake godine dođe vidjeti tisu u Pepelarima i sa sobom ponesu tisovu grančicu vjerujući u priče iz davnina da je ova tisa spasila mnoge. Nemarni turisti tako mogu ugroziti stablo. Mještani vjeruju da je ovo pitomo selo zaobišli svi ratovi zahvaljujući tisi. Nikad nije paljeno niti poharano od okupacijskih i agresorskih vojski. Stablo tise u Pepelarima nekad je bilo središnje mjesto. Kod njega se sjedilo i ašikovalo, ugovarali se poslovi, veselilo se i tugovalo, svadbovalo i ispraćalo na vječni svijet.